# Atari XEGS
ATARI XEGS(Atari XE Video Game System、アタリXEビデオゲームシステム)とは、 アタリ・コープが1987年に発売したゲーム機。価格は199USドル。

## 概要
ATARI XEGSはAtari社が展開していた8ビットパソコンであるAtari 65XEに基づいて設計されており、既存のAtari 8ビットシリーズ用のソフトウェアを利用できる互換性があった。ゲーム機ではあるが、専用のキーボードを接続することでパソコンとしても利用できる。その場合は完全なAtari 65XEとして利用でき、既存のAtari 8ビット・コンピュータ用の周辺機器もすべて接続できる。
「コンピュータ」としても使える「ゲーム機」、と言うコンセプトであったが、コンピュータとしては高性能な16ビット機に対抗できず、ゲーム機としては任天堂・NESに対抗できず、対応ゲームは1979年発売のAtari 400用の大昔のゲームがパッケージを変えて再リリースされるばかりで、商業的に失敗した。

## 経緯
アタリ社は1977年にゲーム機Atari 2600を発売。1980年代頃より北米で大ブームとなる。一方1979年よりAtari 400やAtari 800といった8ビット・コンピュータも販売し、ヒットさせた。
その後1982年、Atari 2600の後継機としてAtari 5200を発売。しかしAtari 5200はAtari 400を基に設計していながらAtari 400と全く互換性がなかったため、ゲーム機としては安価でゲームが揃っているAtari 2600の市場にシェアを食われ、ハイスペックマシンとしてはパソコンとして利用できる上にゲームが揃っているAtari 400/800の市場にシェアを食われ、失敗した。そのためAtari 5200を断念し、1984年にはAtari 2600の真の後継機としてAtari 2600との互換性を持ったAtari 7800を開発し試験販売するも、アタリ社は1983年のアタリショックによって経営が傾き、1984年に会社が分割される。
1984年、分割されたAtari社のゲーム機・パソコン部門をジャック・トラミエルが買収し、アタリ・コープとなった。トラミエル体制となった1985年、Atari 8ビット・コンピュータの後継シリーズである16ビットパソコンAtari STを発売、1986年にはAtari 2600の真の後継機Atari 7800を正式発売すると同時に、Atari 2600の廉価版であるAtari 2600jrも発売した。
そして1987年に発売されたのが、Atari 8ビット・コンピュータと完全な互換性を持つゲーム機ATARI XEGSである。ゲーム機としては1986年発売のAtari 7800の後継機に当たり、パソコンとしては1979年発売のAtari 400の同世代機に当たる。

## 展開
上記の経緯のため、XEGSはAtari 5200の轍を踏まないように細心の注意が払われた。もともとXEGSはAtari 400とAtari 800を基に設計される予定であったが、Atari 5200の再来と受け取られる恐れがあったため、Atari 65XE準拠に変更された。Atari 8ビットコンピュータと全く互換性がなかったAtari 5200とは違い、Atari XEGSはAtari 8ビットコンピュータと完全な互換性を有しており、キーボードをつなぐことで完全なAtari 8ビットコンピュータとしても使える上に、周辺機器も接続できるように完全な互換性を持たされた。
Atari XEGSは、16ビットパソコンに押されつつあるAtari 8ビットコンピュータの販売不振の改善と、任天堂・NESに押されつつあるAtari製ゲーム機の市場シェア拡大を目的としてリリースされた。Atari XEGSは「初めてのコンピュータ」であると同時に「洗練されたゲーム機」としてのイメージ戦略を取り、市場から淘汰されつつある8ビットコンピュータのラインを再利用する方針がAtariから小売とデベロッパに提示された。
しかしAtari XEGSは成功せず、時折Atari 2600jrやAtari 7800と同じ棚に並んでいるのを見る程度で、ゲーム機としてはアタリの他の機種ともどもNESにシェアを食われ、ハイスペックマシンとしては16ビットパソコンにシェアを食われ、すぐに市場から淘汰された。

## ゲーム
Atari XEGSはAtari 8ビットコンピュータ版の『ミサイルコマンド』、『Flight Simulator II』と光線銃対応の『Bug Hunt』をバンドルしていた。XEGSはAtari 8ビットコンピュータと完全な互換性を有しているため、XEGS用ゲームとしてリリースされたものは、Atari 400/800用ゲームの外箱を再パッケージしただけの作品が多かった。大昔のAtari 400用ゲームの外箱に「XEGS対応」のシールを貼っただけのソフトもあった。

## 周辺機器
ジョイスティックのみが付属したスタンダードモデルと、ジョイスティックに加えてキーボードと光線銃が付属したデラックスパックが販売されていた。
全モデルに付属のジョイスティックは灰色の一般的なCX-40ジョイスティック（いわゆるATARI仕様のジョイスティック）が付属している。デラックスモデルに付属のXG-1光線銃はアタリがリリースした初めての光線銃で、『ダックハント』とザッパーをバンドルしていたNESの対抗してのものと見られるが、NESのザッパーと比べて著しく精度が低く、マスターシステムの光線銃に付け替えるものもいた。ちなみに光線銃はアタリ規格のコントローラーとしてAtari 2600やAtari 7800でも流用が可能である。
ほか、ディスクドライブ、モデム、プリンターなど、Atari 8ビットコンピュータで利用可能な周辺機器は基本的にすべて接続可能である。
- XEGS キーボード
- XEGS ジョイスティック
- XG-1ライトガン